# دیوید کریستال
دیوید کریستال (به انگلیسی: David Crystal) (متولد ۶ ژوئیه ۱۹۴۱ در لیسبورن، شمال ایرلند) زبان‌شناس انگلیسی و استاد دانشگاه ریدینگ است. وی از سال ۱۹۵۹ تا ۱۹۶۲ تحصیلاتش را در دانشگاه لندن و در رشته مطالعات زبان انگلیسی کامل کرد و پس از آن زندگی آکادمیک خود را به عنوان استاد و مدرس زبان‌شناسی در دانشگاه‌های بانگور و ریدینگ آغاز کرد. تا کنون یک صد عنوان مقاله از او به چاپ رسیده است. اولین کتابش در سال ۱۹۶۴ و در زمینه سبک‌شناسی به چاپ رسید. کتاب‌های منتشر شده از وی حوزه‌های زبان، زبان‌شناسی، فرهنگ نگاری و گرامر را در بر می‌گیرد. برخی از تألیفات مهم او عبارتند از: بازی زبان، زبان و اینترنت، مرگ زبان، دائرةالمعارف زبان انگلیسی کمبریج، واژه‌نامه زبان‌شناسی و آوا شناسی، مقدمه‌ای بر آسیب‌شناسی زبان، انگلیسی به عنوان زبانی جهانی و واژگان شکسپیر. کریستال دارای کرسی استادی در دانشگاه ویلز نیز می‌باشد.

## آثار
- درآمدی بر آسیب‌شناسی زبان، دیوید کریستال، رزماری وارلی، زهرا سلیمانی (مترجم)، نوشین ادیب (مترجم)، ناشر: دانژه، ۱۳۸۸
- انقلاب زبانی، دیوید کریستال، شهرام نقش تبریزی (مترجم)، ناشر: ققنوس، ۱۳۸۵
- تحول زبان، دیوید کریستال، لیلا صالح نژاد (مترجم)، ناشر: کتاب آراد، ۱۳۸۹
- فرهنگ توصیفی آواشناسی، دیوید کریستال، محمد فائض (مترجم)، خلیل میرزائی (مترجم)، ناشر: نگاه، ۱۳۸۱